# Мали на Летњим олимпијским играма 2012.
Спортистима Малија  ово је било дванаесто учешће на Летњим олимпијским играма. Мали је на Олимпијским играма 2012. у Лондону био заступљен са шесторо младих спортиста (четири мушкарца и две жене) који су се такмичили у четири спорта. Најстарији је био теквондаш Даба Модибо Кеита са (31 год. и 129 дана), а најмлађи пливач Мамаду Сумаре (20 год. и 213 дана) .
Спортисти Малија на овим играма нису освојили ниједну медаљу, па су остали у групи земаља које нису освајале медаље на олимпијским играма.

## Учесници по дисциплинама
| Спорт      | Мушкарци | Жене | Укупно |
| ---------- | -------- | ---- | ------ |
| Атлетика   | 1        | 1    | 2      |
| Пливање    | 1        | 1    | 2      |
| Теквондо   | 1        | 0    | 1      |
| Џудо       | 1        | 0    | 1      |
| Укупно (4) | 4        | 2    | 6      |

## Резултати по дисциплинама

### Атлетика

#### Мушкарци
| Атлетичар   | Дисциплина | Лични рекорд | Група    | Група      | Полуфинале           | Полуфинале           | Финале               | Финале       | Детаљи |
| Атлетичар   | Дисциплина | Лични рекорд | Резултат | Место      | Резултат             | Место                | Резултат             | Место        | Детаљи |
| ----------- | ---------- | ------------ | -------- | ---------- | -------------------- | -------------------- | -------------------- | ------------ | ------ |
| Муса Камара | 800 м      | 1:46,38      | 1:51,36  | 6. у гр. 5 | Није се квалификовао | Није се квалификовао | Није се квалификовао | 42 / 52 (56) |        |

#### Жене
| Атлетичарка    | Дисциплина    | Лични рекорд | Група            | Група            | Полуфинале       | Полуфинале       | Финале           | Финале           | Детаљи |
| Атлетичарка    | Дисциплина    | Лични рекорд | Резултат         | Место            | Резултат         | Место            | Резултат         | Место            | Детаљи |
| -------------- | ------------- | ------------ | ---------------- | ---------------- | ---------------- | ---------------- | ---------------- | ---------------- | ------ |
| Рахамату Драме | 100 м препоне | 13,21 НР     | Дисквалификована | Дисквалификована | Дисквалификована | Дисквалификована | Дисквалификована | Дисквалификована |        |

### Пливање

#### Мушкарци
| Пливач        | Дисциплина     | Група | Група      | Полуфинале       | Полуфинале       | Финале           | Финале       | Детаљи |
| Пливач        | Дисциплина     | Време | Пласман    | Време            | Пласман          | Време            | Пласман      | Детаљи |
| ------------- | -------------- | ----- | ---------- | ---------------- | ---------------- | ---------------- | ------------ | ------ |
| Мамаду Сумаре | 100 м слободно | 57,32 | 1. у гр. 4 | Није се пласирао | Није се пласирао | Није се пласирао | 52 / 56 (60) |        |

#### Жене
| Пливачица         | Дисциплина     | Група | Група     | Полуфинале        | Полуфинале        | Финале            | Финале     | Детаљи |
| Пливачица         | Дисциплина     | Време | Пласман   | Време             | Пласман           | Време             | Пласман    | Детаљи |
| ----------------- | -------------- | ----- | --------- | ----------------- | ----------------- | ----------------- | ---------- | ------ |
| Фатумата Самасеку | 100 м слободно | 31,88 | 6 у гр. 3 | Није се пласирала | Није се пласирала | Није се пласирала | 62/73 (74) |        |

### Теквондо
Мушкари
| Такмичар          | Дисциплина  | Група 16                              | Четвртфинале                | Полуфинале                         | Репесаж за полуфинале | Меч за бронзу              | Финале           | Место  | Детаљи |
| Такмичар          | Дисциплина  | Противница Резултат                   | Противница Резултат         | Противница Резултат                | Противница Резултат   | Противница Резултат        | Прот. Рез.       | Место  | Детаљи |
| ----------------- | ----------- | ------------------------------------- | --------------------------- | ---------------------------------- | --------------------- | -------------------------- | ---------------- | ------ | ------ |
| Даба Модибо Кеита | преко 80 кг | Акмал Иргашев · Узбекистан · Поб 14:3 | Фортије · Канада · Поб 11:6 | Карло Молфета · Италија · 'Пор 4:6 |                       | Деспајн · Куба · Пор. (ББ) | Није се пласирао | 5 / 16 |        |

### Џудо
| Џудиста   | Дис.     | Коло 32                | Коло 16            | Четвртфин.         | Полуфин.           | Репасаж 1        | Репасаж 2        | Меч за бронзу    | Фин.             | Фин.             | Дет. |
| Џудиста   | Дис.     | Противник Резултат     | Противник Резултат | Противник Резултат | Противник Резултат | Прот. Рез.       | Прот. Рез.       | Прот. Рез.       | Прот. Рез.       | Плас.            | Дет. |
| --------- | -------- | ---------------------- | ------------------ | ------------------ | ------------------ | ---------------- | ---------------- | ---------------- | ---------------- | ---------------- | ---- |
| Умар Коне | − 100 кг | Кореа · Бразил · Пораз | Није се пласирао   | Није се пласирао   | Није се пласирао   | Није се пласирао | Није се пласирао | Није се пласирао | Није се пласирао | Није се пласирао |      |